# Un altro nome
Un altro nome è un singolo del cantautore italiano Dennis, pubblicato il 19 luglio 2024.

## Descrizione
Il brano, scritto dallo stesso cantautore con Komilaza e prodotto da B-Croma, ha segnato il cambio del nome d'arte dell'artista, il quale è passato da Deddy a Dennis, suo nome di nascita.

## Video musicale
Il video musicale, diretto da Gabriele Rosciglione, è stato pubblicato in concomitanza all'uscita del brano attraverso il canale YouTube del cantautore.

## Tracce
Testi di Dennis Rizzi e Komilaza, musiche di Francesco Catitti e Mattia Cerri.
1. Un altro nome – 3:16